# Die Abenteuer des Apollo – Die Gruft des Tyrannen
Die Abenteuer des Apollo – Die Gruft des Tyrannen (engl. Original: The Trials of Apollo, Book 4: The Tyrant's Tomb) ist der vierte Teil der fünfteiligen Fantasy-Reihe Die Abenteuer des Apollo von Rick Riordan basierend auf griechischer Mythologie. Das Buch erschien auf Englisch 2019 im Disney Hyperion Verlag und auf Deutsch 2020 im Carlsen Verlag, übersetzt von Gabriele Haefs. Es spielt in der heutigen Zeit und handelt von Apollo, einem olympischen Gott, der als Strafe von Zeus auf die Erde geschickt wurde. Er versucht ohne göttliche Kräfte alle antiken Orakel aus der Macht dreier römischer Kaiser zu befreien, um wieder auf den Olymp zurückkehren zu können und wieder ein Gott zu werden. Es ist in gewisser Weise die Fortsetzung der Percy-Jackson-Reihe sowie der Helden-des-Olymp-Reihe und spielt auch in derselben Welt wie diese.
Sie versuchen in diesem Band das Camp Jupiter zu schützen.

## Handlung
Apollo und Meg bringen die Leiche ihres Freundes Jason nach Camp Jupiter, einem Camp für römische Halbgötter. Auf dem Weg dorthin werden sie von einem Eurynomos angegriffen. Sie fahren vom Highway in den Graben darunter. Der Fall wird von Bäumen gebremst, die Meg, eine Tochter der Demeter, dazu bringt den Eurynomos festzuhalten. Dort sieht sie Lavinia und kommt ihnen zusammen mit Dryaden zur Hilfe. Sie besiegen das Monster und Lavinia bringt sie, mit der Leiche, die im Sarg nicht beschädigt wurde, über einen Geheimgang nach Camp Jupiter. Im Geheimgang warten weitere stößt Hazel zu ihnen, gleichzeitig werden sie von zwei weiteren Eurynomoi angegriffen. Hazel versucht die Daimonen aufzuhalten, während die Anderen versuchen mit dem Sarg durch den Tunnel zu fliehen. Apollo versucht, Hazel durch das Singen eines Liedes zu helfen. Bevor Hazel den einen Eurynomos töten kann, kratzt er Apollo. Durch einen Fluch, der so übertragen wird, wird sich Apollo nun langsam zu einem Zombie verwandel, der auf die Befehle des Tarquinius hört. Als sie im Camp ankommen werden sie erschrocken empfangen, da auch sie ihn kannten. Apollo singt über die Suche und über den heldenhaften Tod des Jason.
Nach dem Singen fällt Apollo in Ohnmacht, da das magische Singen ihn viel Kraft gekostet hat. Im Traum sieht er, wie auf Yachten Caligula und Commodus ihren Plan besprechen, entweder Camp Jupiter ohne Konflikte einzunehmen oder, wenn erstens nicht durchführbar ist, Griechisches Feuer auf Camp Jupiter zu feuern und es so vollständig zu vernichten. Am nächsten Abend, nachdem er anderthalb Tage geschlafen hatte, findet Jasons Beerdigung statt. Es kommt Lupa, die Apollo sagt, er solle sich die Hilfe einer Gottheit über ein Ritual holen, um die Feinde besiegen zu können. Apollo und Frank, der Prätor der Legion, gehen zu Ella, einer Harpyie, und zu Tyson, einem freundlichen Zyklopen, die versuchen die Sibyllinischen Bücher aus dem Gedächtnis Ellas zu rekonstruieren. Von ihnen bekommen sie eine Weissagung, die besagt, wo Tarquinius ist und dass sie zu ihm gehen sollen. Später gehen sie zum Senat, wo entschieden wird, dass Apollo, Meg, Lavinia und Hazel diesen Auftrag ausführen sollen. Sie sollen ihn zu ihm gehen und dort mehr über seine Pläne in Erfahrung bringen. Nachdem sie Tarquins Pläne Camp Jupiter einzunehmen erfahren haben, haben sie noch mehr Angst um das Camp. Sie erfahren auch, dass Tarquin den stummen Gott im Sutro Tower gefangen hält. Nach ihrer Rückkehr erkennen sie, dass sie den stummen Gott befreien müssen, um ihre Kommunikationsprobleme zu lösen und das Ritual zum Herbeirufen eines Gottes durchzuführen. Also gehen Apollo, Reyna und Meg zum Sutro Tower, um den Gott zu befreien. Auf dem Weg nach oben werden sie von überdimensionalen Raben angegriffen. Sie können sie nur schwer abwehren bis Apollo die Vögel durch magischen Gesang vertreibt. Auf dem Weg nach oben fällt Apollo ein, dass der stumme Gott Harpokrates ist, Apollo ihn furchtbar gedemütigt hat und dieser ihn deshalb hasst. Oben sehen sie, dass Harpokrates auch die Stimme der Sibylle von Cumae in einem Glas bei sich hat. Nach einer Auseinandersetzung schaffen sie es, den letzten Atemzug eines Gottes zu bekommen, den sie für das Ritual unbedingt brauchen. Auf ihrer Rückkehr werden sie erneut von Eurynomoi angegriffen, aber sie können sie zusammen mit Lavinia, die aus dem Camp entflohen ist besiegen.
Lavinia erklärt ihnen einen Plan von ihr und den Dryaden, mit welchem sie die Yachten zerstören können. Sie nennt diesen Plan „Plan L“. Als sie zum Camp zurückkehren sehen sie Camp Jupiter schon mitten im Kampf. Apollo ruft mit dem Ritual Diana an, aber sie erscheint nicht. Nachdem es nur noch wenige Legionäre gibt, fordern die Kaiser Commodus und Caligula die Kapitulation des Camps. Aber Frank vordert sie stattdessen zur Spolia Opima auf, einem Zweikampf zwischen den Heeresführern von dem Sieg oder Niederlage abhängt. So kämpfen Apollo und Frank gegen Caligula und Commodus. Frank opfert sich, indem er mit seinem Holzstück, an dem, ähnlich dem des Maleager, sein Leben hängt, eine Konstruktion anzündet, die Caligula durch griechisches Feuer umbringt. Commodus aber kann der Explosion entkommen, wird jedoch durch die Trauer Apollos getötet, da Frank auch tot ist. Vorher kann aber Commodus noch den Befehl geben auf Camp Jupiter von den Yachten aus zu schießen. Der Schuss jeder Yacht geht aber aufgrund „Plan L“ senkrecht nach oben, fällt auf das jeweilige Schiff und vernichtet es. Dann müssen sie noch gegen Tarquin kämpfen, während Apollo sich langsam immer weiter in einen Zombie verwandelt. Als sie schon fast verloren haben, kommt endlich Diana, besiegt Tarquin und heilt Apollo. Arion rettet Frank, der auf mysteriöse Weise überlebt hat, Reyna schließt sich den Jägerinnen der Artemis an und Don, ein Faun, stirbt während „Plan L“. Hazel wird neue Prätorin der Legion, da es immer zwei geben muss und Reyna jetzt weg ist.
Apollo und Meg gehen wieder nach Camp Halfblood. Als Abschiedsgeschenk bekommt Apollo seinen alten göttlichen Bogen, den er einmal der Legion schenkte, und Meg Samen. Sie bekommen außerdem eine Prophezeiung von Ella und Tyson, die eine Terza Rima ist. Sie müssen weitere Zeilen der Prophezeiung finden.

## Hauptfiguren
- Apollo/Lester Papadopoulos: ehemaliger Gott, muss die Orakel befreien, Diener der Meg
- Meg McCaffrey: Tochter der Demeter, Meister über den Apollo
- Frank Zhang: Sohn des Mars, Prätor der 12. Legion Fulmatia, sein Leben hängt an einem Stück Holz, Hazels Freund
- Hazel Levesque: Tochter des Pluto, ehemalige Zenturia der 5. Kohorte, jetzt Prätorin, Franks Freundin
- Lavinia Asimov: Tochter Terpsichore, Zenturia der 5. Kohorte, homosexuell
- Reyna: Tochter der Bellona, ehemalige Prätorin, jetzt Jägerin der Artemis

## Hintergrund
Das Buch war im August 2020 auf den Spiegel-Bestsellerlisten in der Kategorie Jugendromane auf Platz fünf.
Es ist, wie Percy Jackson, ..., an der römischen und griechischen Mythologie orientiert. Es ist wie alle Die-Abenteuer-des-Apollo-Bücher aus der Sicht Apollos als personaler Erzähler – Ich-Erzählergeschrieben. Am Anfang jedes Kapitels anstelle einer Kapitelüberschrift ein zum Kapitel passendes Haiku von Rick Riordan.

## Deutsche Ausgabe
Rick Riordan: Die Abenteuer des Apollo – Die Gruft des Tyrannen. Band 4. Carlsen Verlag, Hamburg 2020, ISBN 978-3-551-55691-2.